# 야타테 하지메
야다테 하지메(矢立 肇)라는 이름은, 선라이즈의 애니메이션 작품 기획부가 쓰는 공유 필명이다. 선라이즈 작품의 원작자 및 원안자로서 이름이 게재되지만, 실제로 존재하는 인물이 아니라 판권관리를 위해 사용되는 명칭이다. 마쓰오 바쇼의 기행문 《오쿠노 호소미치》의 소제목 "필통의 시작(矢立の初め 야타테노 하지메[*])"가 그 이름의 유래이다.
과거 일본 저작권법으로는 단체의 명의를 인정하지 않았기 때문에, 저작권의 등록과 행사를 위하여 선라이즈가 만든 가명이다.
예를 들어 《기동전사 건담》(1979작)이나 《성전사 단바인》은 도미노 요시유키 총감독이 실제 원작자이며, 《태양의 어금니 다그람》과 《장갑기병 보톰즈》, 《가사라키》는 다카하시 료스케 총감독이 원작자이다.
단 선라이즈 제작 작품 중에서도 원래 만화 등의 원작이 존재하는 작품을 애니메이션화할 때는, 야다테 하지메 원작 명의가 되지 않는다.
한편 다른 회사가 캐릭터 디자인에 관한 권리를 소유하고 있을 경우에도, 기획이나 프리프로덕션을 전부 선라이즈가 맡을 경우에는 선라이즈 오리지널 작품, 야다테 하지메 원작으로 처리되는 경우가 있다.
또한 선라이즈 오리지널 작품 중에서도 《DT 에이트론》이나 《코드기어스 반역의 를르슈》처럼 권리의 관계로 인해 크레딧에 야다테 하지메의 이름이 없는 작품도 있다.

## 같이 보기
- 도도 이즈미 - 도에이 애니메이션의 필명.
- 야쓰데 사부로 - 도에이의 필명.
- 니콜라 부르바키
- 핫테 사부로